# Alexander Mejía
Alexander Mejía (Barranquilla, Atlántico, Colombia; 11 de julio de 1988) es un exfutbolista y entrenador colombiano. Actualmente dirige a Tigres del Quindío de la Categoría Primera C de Colombia. Fue internacional absoluto con la Selección de fútbol de Colombia.

## Trayectoria

### Deportes Quindío
Debuta en el 2005 en el Deportes Quindío, club en el que logró jugar más de 150 partidos.

### Once Caldas
Para el 2011 es fichado por el Once Caldas, club con el cual demuestra un alto nivel y con el cual juega 52 partidos, (47 de titular) aunque no logró anotar.

### Atlético Nacional
Con la llegada de Santiago Escobar al Atlético Nacional en 2011, el club paisa logró acordar en enero de 2012 la contratación de Mejía por 4 temporadas, ya con Juan Carlos Osorio (técnico que lo dirigió en el Once Caldas se convierte en eje fundamental del Atlético Nacional campeón de la Copa Postobon y de la Superliga de campeones 2012. Para ese año jugó 54 partidos siendo titular en 52 de ellos. El 17 e julio de 2013 se corona campeón de la liga colombiana con Nacional al derrotar a Santa Fe 2 a 0 en Bogotá (y en el global) en la final del torneo apertura 2013.
En el torneo finalización 2013 se vuelve a consagrar campeón con Atlético Nacional al ganarle al Deportivo Cali en un global 2 a 0.
Para el torneo apertura 2014 se vuelve a consagrar campeón con Atlético Nacional al derrotar al Junior por penales 4 a 2 después de un global 2 a 2.

### CF Monterrey
El día 17 de diciembre de 2014 culmina su ciclo en Atlético Nacional haciendo oficial su traspaso al club mexicano.
Lamentablemente, no recibió muchas oportunidades  solamente jugando 17 partidos, y 6 meses después fue cedido al Atlético Nacional. 

### Atlético Nacional
Después de un paso de 6 meses por el fútbol mexicano donde no fue tenido en cuenta por el técnico del Club de Fútbol Monterrey Antonio Mohamed, entraron en la puja por el jugador varios equipos europeos, en Colombia también fue interés de Santa Fe, aunque esta vez, estuvo dispuesto a regresar al fútbol colombiano reforzando el equipo verde para el segundo semestre del 2015. En el cual consiguió no solo hacerse como titular sino que logró salir campeón del torneo clausura, además de la Copa Libertadores 2016 donde fue uno de sus referentes.

### Club León
El 8 de junio de 2016 se confirmó su regreso al fútbol de México, está vez para defender los colores del Club León del cual fue compra definitiva. Aunque jugó con Atlético Nacional hasta el fin de la participación en la Copa Libertadores.
Su debut sería el 7 de agosto en la derrota 3 a 0 frente a su exequipo Monterrey aunque saldría a los 14 minutos por lesión muscular. Su primer gol lo marcaría el 28 de septiembre en el empate a un gol frente a Deportivo Toluca por la Copa de México.

### Club Libertad
A finales del 2018 firma el contrato que lo vincula al Club Libertad de la Primera División de Paraguay.
Debuta el 22 de enero como titular en la derrota 2-0 en su visita a Sol de América.

### Independiente Santa Fe
El martes 13 de julio de 2021 se hace oficial su llegada al club bogotano por un contrato de un año.

### Atlético Nacional
Después de rescindir su contrato mutuamente con Santa Fe y demostrar su deseo de volver al club verde, el 28 de diciembre de 2021 se hace oficial su regreso para reforzar al equipo de cara al 2022.

### Unión Magdalena
Tuvo un breve paso por el Unión Magdalena durante el 2023.

### Deportivo Cali
Posteriormente, el 16 de diciembre del 2023, el Deportivo Cali oficializa su contratación, en el Deportivo Cali jugaría 35 partidos oficiales, repartidos en 32 partidos por liga y 3 por copa, siendo líder y capitán durante toda la temporada, al finalizar su participación en liga se da a conocer que no habrá renovación del contrato.  

## Selección nacional

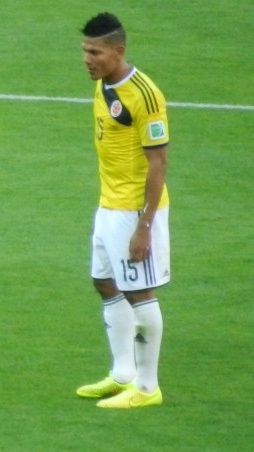
Mejía con Colombia en el Mundial Brasil 2014.

Para las Eliminatorias de la Copa Mundo Brasil 2014, recibe su primer llamado a la Selección Colombia para la doble fecha de visitante contra Perú y Ecuador. Frente a los peruanos en la victoria 0-1 juega los últimos 5 minutos de partidos ingresando por James Rodríguez.
Frente a la Argentina, en el Monumental de Núñez, juega su segundo partido con la Selección Colombia, esta vez ingresando en reemplazo de Abel Aguilar. Al finalizar la eliminatoria la selección cafetera se clasificó con 30 puntos en el segundo lugar con el agregado de ser cabeza de grupo en la Copa del Mundo, en ese trayecto Mejía disputó 5 partidos siendo un convocado recurrente en la selección. El 31 de marzo de 2014, en un juego preparatorio para el Mundial 2014 un jugador senegalés le hizo una fuerte entrada llegándose a pensar en una lesión que lo podría dejar fuera del mundial, que afortunadamente terminó siendo solamente un fuerte golpe y un gran susto.
El 13 de mayo de 2014 fue incluido por el entrenador José Pekerman en la lista preliminar de 30 jugadores con miras a la Copa Mundial de Fútbol de 2014. Finalmente fue seleccionado en la nómina definitiva de 23 jugadores el 2 de junio.
El 11 de mayo del 2015 fue seleccionado por Pekerman en los 30 pre-convocados para disputar la Copa América 2015. Fue seleccionado en la nómina definitiva de 23 jugadores el 30 de mayo.

### Participaciones enEliminatorias al Mundial
| Eliminatoria                         | Sede del Mundial       | Posición               | Resultado   | PJ | GA | Asis |
| ------------------------------------ | ---------------------- | ---------------------- | ----------- | -- | -- | ---- |
| Eliminatorias Mundial de Brasil 2014 | Brasil                 | 2°lugar 30pts          | Clasificado | 5  | 0  | 0    |
| Eliminatorias Mundial de Rusia 2018  | Rusia                  | 4°lugar 27pts          | Clasificado | 4  | 0  | 0    |
| Eliminatorias Mundial de Catar 2022  | Catar                  | 6°lugar 23pts          | Eliminado   | 2  | 0  | 0    |
| Total en Eliminatorias               | Total en Eliminatorias | Total en Eliminatorias | 2/3         | 11 | 0  | 0    |

### Participaciones enCopas del Mundo
| Mundial                | Sede   | Resultado        | PJ | GA | Asis |
| ---------------------- | ------ | ---------------- | -- | -- | ---- |
| Mundial de Brasil 2014 | Brasil | Cuartos de final | 4  | 0  | 0    |

### Participaciones enCopas América
| Copa América      | Sede  | Resultado        | PJ | GA | Asis |
| ----------------- | ----- | ---------------- | -- | -- | ---- |
| Copa América 2015 | Chile | Cuartos de final | 3  | 0  | 0    |

## Clubes y estadísticas
| Deportes Quindío · Colombia                                                               | 1.a           | 2005          | 1   | 0 | —  | — | —  | — | 1   | 0 |
| Deportes Quindío · Colombia                                                               | 1.a           | 2006          | 21  | 0 | —  | — | —  | — | 21  | 0 |
| Deportes Quindío · Colombia                                                               | 1.a           | 2007          | 29  | 0 | —  | — | —  | — | 29  | 0 |
| Deportes Quindío · Colombia                                                               | 1.a           | 2008          | 36  | 2 | 4  | 0 | —  | — | 40  | 2 |
| Deportes Quindío · Colombia                                                               | 1.a           | 2009          | 33  | 1 | 12 | 1 | —  | — | 45  | 2 |
| Deportes Quindío · Colombia                                                               | 1.a           | 2010          | 36  | 1 | 6  | 0 | —  | — | 42  | 1 |
| Deportes Quindío · Colombia                                                               | Total club    | Total club    | 156 | 4 | 22 | 1 | 0  | 0 | 178 | 5 |
| Once Caldas · Colombia                                                                    | 1.a           | 2011          | 37  | 0 | 5  | 0 | 10 | 0 | 52  | 0 |
| Once Caldas · Colombia                                                                    | Total club    | Total club    | 37  | 0 | 5  | 0 | 10 | 0 | 52  | 0 |
| Atlético Nacional · Colombia                                                              | 1.a           | 2012          | 27  | 0 | 13 | 0 | 8  | 0 | 48  | 0 |
| Atlético Nacional · Colombia                                                              | 1.a           | 2013          | 36  | 0 | 4  | 0 | 8  | 0 | 48  | 0 |
| Atlético Nacional · Colombia                                                              | 1.a           | 2014          | 19  | 0 | 6  | 0 | 20 | 0 | 45  | 0 |
| Atlético Nacional · Colombia                                                              | 1.a           | 2015-ll       | 23  | 0 | 1  | 0 | —  | — | 24  | 0 |
| Atlético Nacional · Colombia                                                              | 1.a           | 2016-l        | 17  | 0 | 1  | 0 | 12 | 0 | 30  | 0 |
| Atlético Nacional · Colombia                                                              | 1.a           | 2022          | 36  | 1 | 4  | 0 | 0  | 0 | 40  | 1 |
| Atlético Nacional · Colombia                                                              | Total club    | Total club    | 158 | 1 | 29 | 0 | 48 | 0 | 235 | 1 |
| Monterrey · México                                                                        | 1.a           | 2015-l        | 14  | 0 | 3  | 0 | —  | — | 17  | 0 |
| Monterrey · México                                                                        | Total club    | Total club    | 14  | 0 | 3  | 0 | 0  | 0 | 17  | 0 |
| Club León · México                                                                        | 1.a           | 2016-17       | 23  | 0 | 3  | 1 | —  | — | 26  | 1 |
| Club León · México                                                                        | 1.a           | 2017-18       | 25  | 0 | 4  | 0 | —  | — | 29  | 0 |
| Club León · México                                                                        | 1.a           | 2018          | 14  | 0 | 6  | 0 | —  | — | 20  | 0 |
| Club León · México                                                                        | Total club    | Total club    | 62  | 0 | 12 | 1 | 0  | 0 | 75  | 1 |
| Club Libertad Paraguay                                                                    | 1.a           | 2019          | 35  | 0 | 0  | 0 | 9  | 0 | 44  | 0 |
| Club Libertad Paraguay                                                                    | 1.a           | 2020          | 26  | 0 | 0  | 0 | 6  | 0 | 32  | 0 |
| Club Libertad Paraguay                                                                    | 1.a           | 2021          | 4   | 0 | 0  | 0 | 4  | 0 | 8   | 0 |
| Club Libertad Paraguay                                                                    | Total club    | Total club    | 65  | 0 | 0  | 0 | 19 | 0 | 84  | 0 |
| Santa Fe · Colombia                                                                       | 1.a           | 2021          | 17  | 0 | 4  | 0 | —  | — | 21  | 0 |
| Santa Fe · Colombia                                                                       | Total club    | Total club    | 17  | 0 | 4  | 0 | 0  | 0 | 21  | 0 |
| Unión Magdalena · Colombia                                                                | 1.a           | 2023          | 7   | 0 | 0  | 0 | —  | — | 7   | 0 |
| Unión Magdalena · Colombia                                                                | Total club    | Total club    | 7   | 0 | 0  | 0 | 0  | 0 | 7   | 0 |
| Deportivo Cali · Colombia                                                                 | 1.a           | 2024          | 32  | 0 | 2  | 0 | 0  | 0 | 35  | 0 |
| Total carrera                                                                             | Total carrera | Total carrera | 548 | 5 | 78 | 2 | 77 | 0 | 704 | 7 |
| (1) Incluye datos de la Copa Colombia (2008/16) . No incluye goles en partidos amistosos. |               |               |     |   |    |   |    |   |     |   |

## Palmarés

### Campeonatos nacionales
| Título                | Equipo            | Sede     | Año  |
| --------------------- | ----------------- | -------- | ---- |
| Superliga de Colombia | Atlético Nacional | Colombia | 2012 |
| Copa Colombia         | Atlético Nacional | Colombia | 2012 |
| Torneo Apertura       | Atlético Nacional | Colombia | 2013 |
| Copa Colombia         | Atlético Nacional | Colombia | 2013 |
| Torneo Finalización   | Atlético Nacional | Colombia | 2013 |
| Torneo Apertura       | Atlético Nacional | Colombia | 2014 |
| Torneo Finalización   | Atlético Nacional | Colombia | 2015 |
| Superliga de Colombia | Atlético Nacional | Colombia | 2016 |
| Copa Paraguay         | Club Libertad     | Paraguay | 2019 |
| Torneo Apertura       | Club Libertad     | Paraguay | 2021 |
| Superliga de Colombia | Santa Fe          | Colombia | 2021 |
| Torneo Apertura       | Atlético Nacional | Colombia | 2022 |

### Torneos internacionales
| Título              | Equipo                    | Sede     | Año  |
| ------------------- | ------------------------- | -------- | ---- |
| Juegos Bolivarianos | Selección Colombia Sub-17 | Armenia  | 2005 |
| Copa Libertadores   | Atlético Nacional         | Medellín | 2016 |